# Réseau virtuel romani
Le Réseau virtuel romani (anglais: Roma Virtual Network) est une organisation non gouvernementale membre de l’OIRE (Office des informations pour les Roma européens) , pour le but de grouper des informations utiles sur le peuple romani.
Créée en 19 juillet 1999, par Valery Novoselsky, le réseau a débuté comme une initiative privée, gagnant après la reconnaissance des autres ONG. Il a 31 listes de courrier électronique en 14 langues, avec plus de 7 000   adresses courriel enregistrées.
Le RVR soutienne la coopération et les échanges des informations entre organizations et personnes romani, entre organisations ou personnes romani et non-romani et entre ONG romani et établissements publics. Il offert aussi appui en Internet pour organisations romani comme L’Union Internationale Romani, Domari: La Société de les Gitans d’Israël, RomNews Network.